# Tigre Tipu

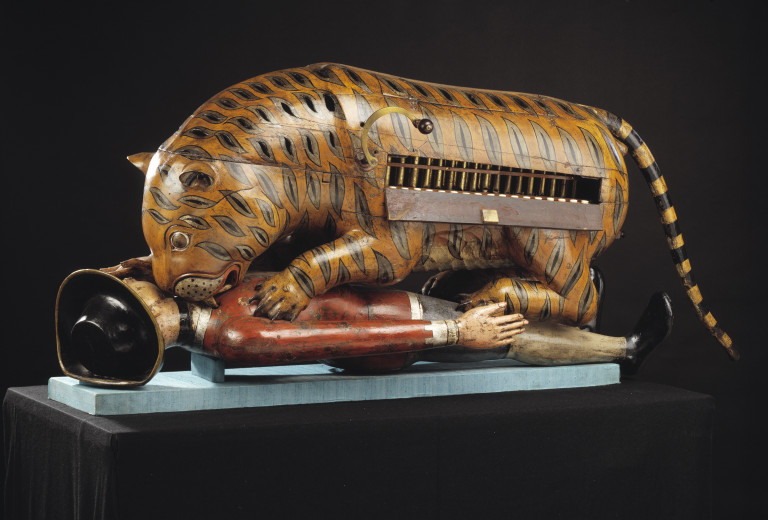

El Tigre Tipu (también conocido como Tiger Tippoo) es un autómata del siglo XVIII y una pieza de arte que perteneció al Sultán Fateh Ali Tipu, el gobernante de facto del Reino de Mysore. Representa a un tigre atacando salvajemente a un soldado europeo, concretamente un cipayo de la Compañía Británica de las Indias Orientales. Se encuentra actualmente en exhibición en el Victoria and Albert Museum de Londres.